# 1615 en musique classique
| \| • Retour à la chronologie générale de la musique classique • \| |
| Grèce • Rome • Haut Moyen Âge • VIIIe siècle • IXe siècle • Xe siècle • XIe siècle XIIe siècle • XIIIe siècle • XIVe siècle • XVe siècle • XVIe siècle • XVIIe siècle XVIIIe siècle • XIXe siècle • XXe siècle • XXIe siècle |
| • Retour à la chronologie générale de la musique classique • |

| Années en musique classique : 1612 - 1613 - 1614 - 1615 - 1616 - 1617 - 1618    |
| Décennies en musique classique : 1580 - 1590 - 1600 - 1610 - 1620 - 1630 - 1640 |

## Événements
- Achèvement de De musica sacra (Sur la musique sacrée), le premier volume du Syntagma musicum (Syntagme musical) de Michael Praetorius, une importante œuvre musicologique, comprenant en tout trois volumes.
- Les Violons du Roi sont désormais 24.

## Œuvres
- Sacrae Symphoniae, de Giovanni Gabrieli.
- Secretum Musarum, de Nicolas Vallet.
- Vingt et un pseaumes de David, de Nicolas Vallet.

## Naissances

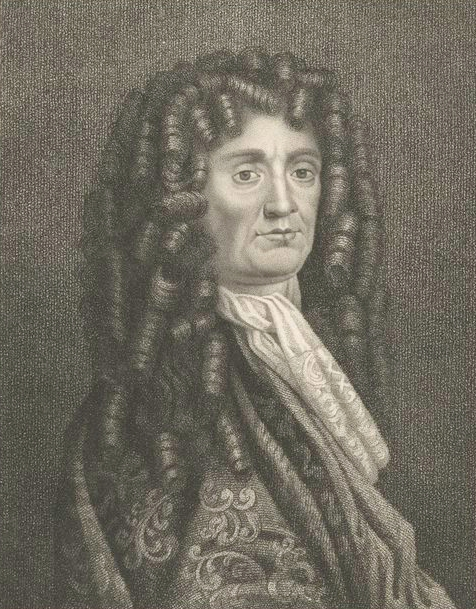
Francesco Corbetta

- 2 février : Ioannes Couchet, facteur de clavecins flamand († 4 avril 1655).
- 16 septembre : Heinrich Bach, compositeur allemand († 10 juillet 1692).
- 16 novembre : Guillaume Dumanoir, compositeur français († 18 mai 1697).

Date indéterminée :
- Francesco Corbetta, guitariste et compositeur italien pour la guitare baroque († 1681).
- Christopher Gibbons, compositeur et organiste anglais († 1676).
- Anthony Pannekoeck, compositeur néerlandais († 1679).

Vers 1615 :
- Giuseppe Zamponi, compositeur italien († 1662).
- Francesca Campana, chanteuse, joueuse d'épinette et compositrice italienne († 1665 ).

## Décès
- 15 juin : Innocentio Alberti, compositeur, instrumentiste italien (° 1535).
- 28 août : John Baldwin, compositeur, copiste et calligraphe anglais.
- 24 novembre : Sethus Calvisius, compositeur, chronologue et astronome (° 21 février 1556).

Date indéterminée :
- Orazio Bassani, joueur de viole de gambe et compositeur italien.
- Simone Molinaro, compositeur, éditeur de musique et luthiste italien (° 1565).

Vers 1615 :
- Mikołaj Zieleński, compositeur polonais (* vers 1550).

Après 1615 :
- Rocco Rodio, compositeur et théoricien de la musique italien (° vers 1530).